# Ottmar Schuberth
Ottmar Schuberth (* 24. April 1911 in Wolfgrub bei Dießen am Ammersee; † 16. März 2001 in Weilheim in Oberbayern) war ein deutscher Architekt, bayerischer Baubeamter, Bühnenbildner, Denkmalpfleger, Museumsdirektor und Heimatpfleger.

## Leben
Ottmar Schuberth studierte ab 1930 Architektur an der Technischen Hochschule München und wurde nach dem bestandenen Staatsexamen 1939 zum Bauassessor ernannt. Daneben studierte er ab 1936 bei Emil Preetorius Bühnenbild an der Akademie für Angewandte Kunst München und bekam erste Aufträge für Werbegrafiken und Aquarelle. 1940 promovierte er bei Adolf Abel an der Technischen Hochschule München mit einem neuartigen Raumbühnenprojekt, das er auf Vermittlung von Hanns Wiedmann auch Otto Falckenberg vorstellte.
Die ersten Bühnenbildentwürfe, die ausgeführt wurden, schuf er noch als Preetorius-Schüler für eine Große Revue der Theatergruppe des AGV München am Münchner Colosseum. Es folgten zahlreiche Bühnenbild- und Kostümentwürfe für Inszenierungen am Theater des AGV München, bei denen er oft selbst Regie führte. Schließlich führte der Erfolg der ersten großen Ausstattung (Liebe in der Lerchengasse am Münchner Gärtnerplatztheater) zu weiteren Aufträgen an Theatern und Opernhäusern in Berlin, Wien, Hamburg, Dortmund, Chemnitz, Dresden.
Als Architekt bei der Obersten Baubehörde in München war er während des Zweiten Weltkriegs die meiste Zeit UK gestellt, wurde aber 1942 zusammen mit dem Maler Hans von Linprun als Divisions-Kriegsberichterstatter und -fotograf zum Russlandfeldzug einberufen. Nachdem er Anfang 1943 verletzt zurückkam, wurde er noch als Patient im Lazarett mit der Errichtung von zivilen Hilfskrankenhäusern in Schlössern und Klöstern Oberbayerns beauftragt. 1944 heiratete er Antonia von Rintelen, das erste der vier Kinder kam in den letzten Kriegstagen zur Welt.
Im August 1945 kam er wegen seines Beamtenstatus („Automatischer Arrest“) in das US-amerikanische Internierungslager Altenstadt bei Schongau. Dort fand er sich mit ebenfalls internierten Theaterleuten wie Fritz Fischer zu einer Lagertheatergruppe zusammen, die mehrere Inszenierungen auf die improvisierte Bühne brachten und begann bis zur Entlassung 1946 mit den Planungen für einen Theaterbau in der alten Flakschule. Danach betätigte er sich als freischaffender Architekt, 1948 wurde er dann als Regierungsbaurat beim Landbauamt Weilheim i. Obb. wieder in den Staatsdienst aufgenommen.
1951 begann er mit dem Bau eines privaten Marionetten-Theaters mit über 40 Figuren und ausgefeilter Bühnentechnik. Nach einem „Krippenspiel“ folgte vor allem eine große „Zirkus-Arena“. Gespielt wurde meist im kleinen Kreis, aber z. B. auch bei einem Gastspiel beim AGV, der davon einen Farbfilm für das 100. Stiftungsfest 1961 anfertigte.
1955 brachte er im Callwey Verlag sein heute noch als Standardwerk geltendes Fachbuch „Das Bühnenbild – Geschichte, Gestalt, Technik“ heraus, 1957–1959 wurde er am Staatstheater Bremen unter dem Intendanten Albert Lippert für mehrere Inszenierungen als Gastbühnenbildner und Ausstatter verpflichtet.
1960 wechselte Schuberth als für Oberbayern zuständiger Landeskonservator ans Bayerische Landesamt für Denkmalpflege und erhielt von 1969 bis 1974 einen Lehrauftrag über Bau-Denkmalpflege an der Akademie der Bildenden Künste München.
1970/1971 gab er den Anstoß, den Bibliotheksaal des ehemaligen Augustiner-Chorherrenstifts Kloster Polling zu sanieren und übernahm ehrenamtlich die Planung und künstlerische Oberleitung bei Restaurierung und Ausbau zum Konzertsaal, in dem seit der Eröffnung 1975 regelmäßig Konzerte stattfinden und der vom Prager Smetana-Quartett „zu den fünf besten Stätten ihrer Musizierpraxis in der ganzen Welt“ gezählt wurde.
1971 wurde er mit der Planung eines Freilichtmuseums des Bezirks Oberbayern betraut und schließlich 1973 zum ersten Leitenden Direktor des Freilichtmuseums an der Glentleiten über Großweil bei Murnau ernannt, das bereits im Oktober 1976 mit dem 1. Bauabschnitt eröffnet werden konnte. Als Mitgründer des Freundeskreises Freilichtmuseum Südbayern e. V. übernahm er auch die Schriftleitung für die Fachzeitschrift des Fördervereins. Ende 1979 ging er mit 68 Jahren in den Ruhestand, arbeitete aber noch bis 1997 ehrenamtlich weiter als Kreisheimatpfleger für den Landkreis Weilheim/Schongau. 2001 starb er in seinem Haus in Weilheim.

## Werk
Als Maler und Grafiker schuf Ottmar Schuberth neben zahlreichen Landschaftsaquarellen, Reiseskizzen und Illustrationen vor allem Bühnenbilder, Figurinen und Ausstattungen (Auswahl):
- 1936: Mit Koffer und Harfe (AGV-Revue, Anton Herzog), München, Colosseum
- 1937: Großarler Herodesspiel (Bearbeitung: Otto Falckenberg), München, AGV-Bühne
- 1938: Gasparone (Carl Millöcker), Entwürfe
- 1939: Die Perlenfischer (Georges Bizet), Entwürfe
- 1940: Das Schiedsgericht (nach Menandros), München, AGV-Bühne (auch Regie)
- 1940: La Bohème (Giacomo Puccini), Entwürfe
- 1940: Nachtstück (Hans Gebhart), München, AGV-Bühne (auch Regie)
- 1940: Liebe in der Lärchengasse (Arno Vetterling), München, Gärtnerplatztheater
- 1941: Träum von mir (Erwin Bootz), Berlin, Kabarett der Komiker
- 1941: Nachtbeleuchtung (Curt Goetz), München, AGV-Bühne (auch Regie)
- 1942: Der Vogelhändler (Carl Zeller), Wien, Volksoper
- 1943: Die Fledermaus (Johann Strauss), Dresden, Centraltheater
- 1945: Don Giovanni (Wolfgang Amadeus Mozart), Entwürfe
- 1946: Charleys Tante (Brandon Thomas), Altenstadt, Lagertheater
- 1946: Faust II (Goethe), Altenstadt, Lagertheater
- 1946: Jedermann (Hugo von Hofmannsthal), Altenstadt, Lagertheater
- 1949: Die Musik kommt (Oscar Straus), München, Gärtnerplatztheater
- 1950: Wiener Blut (Johann Strauss), München, Gärtnerplatztheater
- 1957: Paganini (Franz Lehár), Bremen, Staatstheater
- 1958: Wenn ich König wär (Adolphe Adam), Bremen, Staatstheater
- 1958: Der Gute Mensch von Sezuan (Bert Brecht), Entwürfe
- 1959: Maske in Blau (Fred Raymond), Bremen, Staatstheater

Als Architekt und Denkmalpfleger wirkte er im Staatsdienst und freiberuflich bei zahlreichen Bauten maßgeblich mit (Auswahl):
- 1943–1945: Sonderauftrag des Innenministeriums zur Errichtung von Ausweichkrankenhäusern Münchens für den zivilen Sektor in Schlössern und Klöstern Oberbayerns, dafür Gründung einer eigenen Dienststelle mit zuletzt drei Mitarbeitern zur Durchführung von 27 Baumaßnahmen (Schloss Tegernsee, Bad Reichenhall, Bad Tölz, Wessobrunn, Mittenwald etc.), nebenher Planung und Abwicklung von zahlreichen Neubau- und Restaurierungsprojekten
- 1946: „Project of a Theater in the Flak-School Altenstadt/Schongau“ (CIC-Camp der US-Army)
- 1946/1947: Entwurf für ein Theaterstudio „Die Baracke“ für Otto Falckenberg an der Möhlstraße in München-Bogenhausen, unter Mitarbeit von Olaf Andreas Gulbransson
- 1947/1948: Theater im Steinmetzsaal in Tegernsee (Entwurf, mit Einrichtungen)
- 1947/1948: Neugestaltung  der Hotelfachschule in Wildbad Kreuth (Entwurf, Werkplanung)
- 1947/1948: Mitarbeit bei der Innenraumgestaltung der Marienkapelle auf dem Rennenberg bei Oberveischede durch Hans von Linprun
- 1948: Wettbewerbsentwurf für den Wiederaufbau des Marienplatzes in München
- 1949: Entwurf für ein Chefarzthaus am Versorgungskrankenhaus in Bad Tölz
- 1949: Planung für den Wiederaufbau der AGV-Bühne an der Scholastika in München
- 1950: Gasträume im Schlosshotel Linderhof
- 1952: Einfamilienhaus am Hang über dem Tegernsee[5]
- 1954: Entwurf für ein Theater im Monachia-Keller am Karlstor in München (mit Einrichtungen)
- 1957: Schwimmhalle und Sportanlagen des Versorgungskrankenhauses in Bad Tölz
- 1961–1963: Umbau und Erweiterung der Evangelischen Kirche (Apostelkirche) in Weilheim[6]
- 1964: Sanierung und Anbau der romanischen Basilika St. Michael in Altenstadt bei Schongau[7]
- 1968–1971: Sanierung und Erhaltungsmaßnahmen für Schloss Amerang[8]
- 1970–1972: Sanierung der Alten Anatomie in Ingolstadt mit Ausbau zum Deutschen Medizinhistorischen Museum[9]
- 1971–1975: Sanierung, Restaurierung und Ausbau des ehemaligen Bibliotheksaals im Kloster Polling zum Konzertsaal[10]
- 1973–1979: Konzeption und Aufbau des Freilichtmuseums an der Glentleiten (als Gründungsdirektor)[11]

## Schriften (Auswahl)
Als Autor verfasste er neben zahlreichen Fachartikeln auch mehrere Bücher (Auswahl):
- Das Bühnenbild. Geschichte, Gestalt, Technik. Callwey Verlag, München 1955. / Neuauflage, Noetzel-Verlag, Wilhelmshaven 2005, ISBN 3-7959-0728-4.
- (als Herausgeber) Richard Panzer: Szene ohne Symbolik. Hornung-Verlag, München 1971, ISBN 3-87364-016-3.
- mit Erika Groth-Schmachtenberger: Die Krippe im Freilichtmuseum des Bezirks Oberbayern in der Neugestaltung durch Michael Müller. (= Schriftenreihe Freundeskreis Freilichtmuseum Südbayern e. V. Heft 2.) Freundeskreis Freilichtmuseum Südbayern, Grossweil bei Murnau 1976.
- mit Erika Groth-Schmachtenberger, Hellmuth Heinrich: Zinnfiguren. (= Schriftenreihe des Freundeskreis Freilichtmuseum Südbayern, Heft 3.) Freundeskreis Freilichtmuseum Südbayern, Grossweil bei Murnau 1978.
- mit Erika Groth-Schmachtenberger: Die Bauernhöfe auf der Glentleiten. Süddeutscher Verlag, München 1979, ISBN 3-7991-6061-2. (2. Auflage 1981)
- Bauernhöfe im Museum. Glentleiten, Amerang, Massing. Pannonia-Verlag, Freilassing 1980, ISBN 3-7897-0089-4.
- als Mitautor: Der Puppen- und Bühnenbildner Oskar Paul. Verlag Das Werkstattbuch, Murnau 1980, ISBN 3-921773-08-3.
- Die schönsten Bauernhöfe Oberbayerns. Süddeutscher Verlag, München 1982, ISBN 3-7991-6117-1.
- Modelle alter Bauernhäuser. Anlage, Technik, Material. Mit Anleitungen zum Modellbau. Callwey Verlag, München 1986, ISBN 3-7667-0813-9.
- Weilheim. Spaziergang durch eine alte Stadt. Stöppel Verlag, Weilheim 1989, ISBN 3-924012-29-6. (2. Auflage 1992)
- (als Herausgeber) Wolfgang Ott: Bauernhof und Bürgerhaus im Werdenfelser Land. (= Schriftenreihe, Band 11.) Freundeskreis Freilichtmuseum Südbayern, Glentleiten 1993, ISBN 3-924842-80-9.
- Maibäume. Tradition und Brauchtum. Königseder Verlag, Peißenberg 1995, ISBN 3-00-000415-7.
- Die schönsten Bauernhöfe in Oberbayern. Traditionelle Bauweise und modernes Wohnen. Cormoran, München 1999, ISBN 3-517-09020-4.

## Auszeichnungen
- 1977: Verleihung des Bayerischen Verdienstordens
- 1981: Verleihung des Willi-Mauthe-Preises des Heimat- und Museumsvereins Weilheim und Umgebung e. V.
- 1987: Verleihung des Oberbayerischen Kulturpreises des Bezirks Oberbayern (zusammen mit Enoch Freiherr von und zu Guttenberg)[13]